# Großer Preis von Belgien 1960
Der Große Preis von Belgien 1960 (offiziell XXI GROTE PRIJS VAN BELGIE) fand am 19. Juni auf dem Circuit de Spa-Francorchamps in Spa statt und war das fünfte Rennen der Automobil-Weltmeisterschaft 1960.

## Bericht

### Hintergrund
Nach einem Jahr Pause fand 1960 wieder der Große Preis von Belgien statt. Das Rennwochenende wurde überschattet von mehreren schweren Unfällen, bei denen zwei Fahrer während des Rennens tödlich verunglückten. Stirling Moss verunfallte im Training und musste mit schweren Verletzungen mehrere Monate pausieren. Mike Taylor erlitt bei einem weiteren Trainingsunfall lebensbedrohliche Verletzungen, die seine Karriere beendeten. Alan Stacey und Chris Bristow starben bei Unfällen im Rennen. Dies war bereits das dritte Rennen in Folge mit tödlichen Zwischenfällen, nachdem zuvor Zuschauer beim Indianapolis 500 1960 und beim Großen Preis der Niederlande getötet worden waren. Erst beim Großen Preis von San Marino 1994 gab es erneut eine ähnliche hohe Anzahl schwerer Unfälle. Die Renndistanz wurde von 24 Runden auf 36 Runden angehoben. Das führte zu einer hohen Ausfallquote; nur sechs Fahrer erreichten das Ziel.
Die Spitzenteams Cooper-Climax, Lotus und B.R.M. fuhren mit denselben Fahrern wie im Rennen zuvor, Ferrari hingegen ersetzte Richie Ginther durch Willy Mairesse, der damit sein Debütrennen fuhr. Außerdem fuhren weiterhin Phil Hill und Wolfgang Graf Berghe von Trips für die Scuderia Ferrari, Ginther kehrte beim Großen Preis von Italien 1960 zum Team zurück. Im folgenden Rennen wechselte Ginther jedoch vorerst für ein Rennen zu Scarab, die am Großen Preis von Belgien erneut mit Chuck Daigh und Lance Reventlow teilnahmen. Mehrere Teams und Fahrer setzten private Lotus 18 und Cooper T51 ein. Moss fuhr für das Rob Walker Racing Team einen Lotus, Taylor für das Taylor-Crawley Racing Team. Lucien Bianchi fuhr in seinem ersten von drei Saisonrennen einen Cooper für die Equipe Nationale Belge. Außerdem war das Yeoman Credit Racing Team mit Cooper für Olivier Gendebien, Tony Brooks und Bristow gemeldet.
Mit Brooks nahm ein ehemaliger Sieger des Rennens teil, bei den Konstrukteuren war zuvor Ferrari dreimal erfolgreich. In der Fahrerwertung führte McLaren mit drei Punkten Vorsprung vor Moss, Dritte waren Jim Rathmann und Jack Brabham. Die Konstrukteurswertung führte Cooper vor Lotus und Ferrari an.

### Training
Moss, der in den letzten sechs Rennen, an denen er teilnahm, sechsmal hintereinander die Pole-Position erreicht hatte, verunglückte im Training schwer. Auf der Geraden vor der Burnenville-Kurve verlor er das linke Vorderrad, wodurch sein Lotus außer Kontrolle geriet. Der Wagen drehte sich von der Strecke und kollidierte mit einem Hügel neben der Strecke. Moss wurde aus dem Wagen geschleudert und blieb bewusstlos auf der Strecke liegen. Im Krankenhaus wurden mehrere gebrochene Rippen und Rückenwirbel, eine gebrochene Nase sowie Beinbrüche und andere Verletzungen diagnostiziert. Moss kurierte in den folgenden Monaten seine Verletzungen aus und kehrte einige Monate später beim Großen Preis von Portugal 1960 in die Automobilweltmeisterschaft zurück. Viele Fahrer hielten an der Unfallstelle an um Moss zu helfen. Durch die Größe der Strecke dauerte es sehr lange bis ein Krankenwagen an der Unfallstelle ankam, dies war ein Grund warum in der Automobilweltmeisterschaft in den nächsten Jahrzehnten sich kürzere Rennstrecken etablierten. Taylor wurde von den anderen Fahrern beauftragt zur Box zu fahren, um das medizinische Personal über den Unfall zu informieren. Auf dem Weg zurück zur Box erlitt Taylor allerdings einen ähnlichen Unfall, als bei ihm die Lenkstange brach und auch er aus dem Wagen geschleudert wurde. Durch den Aufprall an einem Baum erlitt Taylor schwere Verletzungen an der Wirbelsäule, die seine Karriere beendeten. Er blieb noch Jahre nach dem Unfall gelähmt, schaffte es jedoch später sich vollständig von seinen Verletzungen zu erholen. Später verklagte Taylor Colin Chapman, den Teamchef von Lotus, wegen unsicherer Bauweise des Wagens. Diese erste Klage gegen einen Konstrukteur war erfolgreich und Taylor erhielt eine größere Summe Schmerzensgeld.
Durch den Unfall von Moss hatte Brabham keine Konkurrenz mehr im Training und er fuhr mit mehr als zwei Sekunden Vorsprung auf den Zweitplatzierten dominant zur Pole-Position. Den zweiten Platz erzielte Brooks, sodass zwei Cooper aus der ersten Reihe starteten. Die Strecke mit den langen Geraden lag dem Frontmotor-Ferrari besser als die Strecken zuvor und Phil Hill qualifizierte sich auf den dritten Platz. Auf Position vier lag ein weiterer Cooper des Yeoman Credit Racing Team von Gendebien. Dahinter starteten die B.R.M. von Graham Hill und Jo Bonnier. Bester Lotus-Fahrer war Innes Ireland auf Startplatz sieben vor Bristow und Jim Clark. Die ersten zehn wurden von Graf Berghe von Trips komplettiert. Der Scarab war nicht konkurrenzfähig, das Team belegte die Startplätze 15 und 17. Die beiden Fahrer waren über 19, bzw. 28 Sekunden langsamer als Brabham.

### Rennen

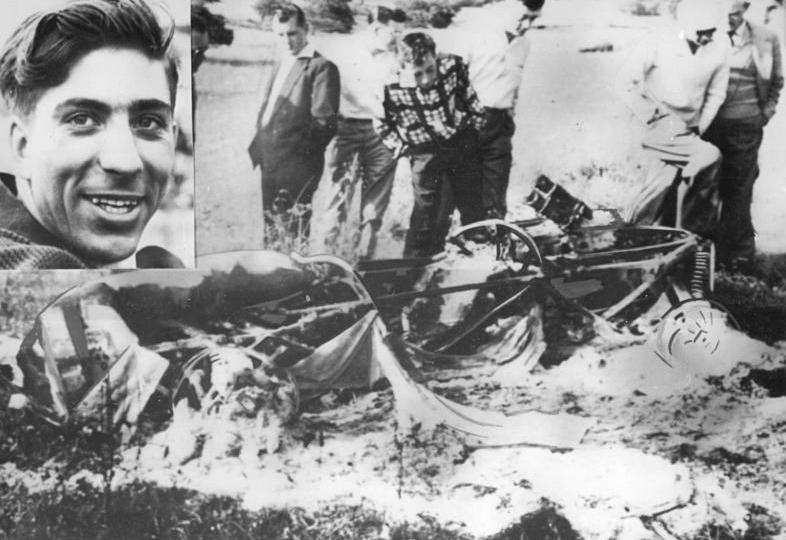
Der ausgebrannte Rennwagen von Alan Stacey

Brabham gewann das Startduell und führte nach der ersten Runde vor Gendebien, der sich um zwei Positionen verbessert hatte. Als Gendebien sich jedoch drehte, übernahm Lotus-Fahrer Ireland den zweiten Platz hinter Brabham. Brooks, der auf Rang zwei gestartet war, schied bereits zu Beginn des Rennens mit Getriebeschaden aus, nachdem zuvor Reventlow einen Motorschaden hatte. Ebenfalls mit Motorschaden stellte Gurney seinen B.R.M. in Runde vier ab. Brabham baute seinen Vorsprung auf die Konkurrenz weiter aus, da der unmittelbare Verfolger Ireland in Runde 13 durch einen technischen Defekt verunfallte. Phil Hill übernahm daraufhin den zweiten Platz und schloss in den folgenden Rennrunden auf Brabham auf, der seine Führung jedoch verteidigte. Im hinteren Feld setzte sich unterdessen die Ausfallserie durch Motorschäden fort. Mit Bonniers Wagen war in Runde 14 der zweite B.R.M. betroffen, zwei Runden später fiel Daigh im zweiten Scarab mit Motorschaden aus.
Im Mittelfeld fand ein Duell zwischen Bristow und Mairesse um den sechsten Platz statt. Im Streckenabschnitt „Malmedy“ kam Bristow mit seinem Cooper von der Strecke ab, bei dem Versuch Mairesse zu attackieren. Der Wagen kollidierte mit einem Erdhügel und Bristow wurde aus dem Wagen geschleudert. Er geriet in eine Stacheldrahtabsperrung, die ihm den Kopf abtrennte. Bristow war das zweite Todesopfer unter den Fahrern 1960, nachdem zuvor Harry Schell bei einem nicht zur Automobilweltmeisterschaft zählenden Grand Prix tödlich verunglückt war. Nur wenige Runden nach Bristows Unfall schied Mairesse, mit dem er sich duelliert hatte, mit fehlender Kraftübertragung an seinem Ferrari aus, ebenso wie sein Teamkollege Graf Berghe von Trips. In Runde 24, nur fünf Runden nach Bristows tödlichem Unfall, wurde Stacey von einem Vogel am Kopf getroffen. Stacey verlor dadurch im Streckenabschnitt „Masta“ die Kontrolle über seinen Wagen und kollidierte ebenfalls mit einem Erdhügel und wurde wie Bristow aus dem Wagen geschleudert. Der Lotus brannte nach dem Unfall vollständig aus. Stacey überlebte den Unfall nicht und wurde das zweite Todesopfer des Großen Preises von Belgien. Dies war bis heute der letzte Grand Prix, bei dem zwei Fahrer während des Rennens starben. Beim Großen Preis von San Marino 1994 gab es erneut zwei tödliche Unfälle während eines Rennwochenendes.
Lediglich sieben Fahrzeuge blieben im Rennen, Brabham führte weiterhin vor Phil Hill und McLaren. An Phil Hills Ferrari brach eine Benzinleitung, er ließ diesen Schaden an der Box reparieren. Dadurch wurde McLaren neuer Zweiter und Graham Hill verbesserte sich auf Platz drei. Brabham gewann das Rennen überlegen mit einer Minute Vorsprung auf seinen Teamkollegen McLaren. Dies war Brabhams zweiter Sieg in Folge sowie ein Grand Slam, da er von der Pole-Position startend alle Runden angeführt hatte und die schnellste Rennrunde gefahren war. Ireland und Phil Hill fuhren die zeitgleiche schnellste Rennrunde, die einzige in der Karriere von Ireland. Auf Rang drei liegend fiel Graham Hill in der 35. Runde mit Motorschaden aus. Nach den Regeln hätte er seinen Wagen über die Ziellinie schieben müssen, um gewertet zu werden. Da das nicht geschah, wurde Gendebien, der die 35. Rennrunde erst nach Graham Hill beendete, als Dritter klassifiziert. Dies war Gendebiens erste von zwei Podestplatzierungen. Phil Hill erreichte das Ziel als Vierter, Clark erzielte mit Position fünf seine ersten Punkte. Bianchi komplettierte die Punkteränge mit acht Runden Rückstand auf Platz sechs und erhielt damit ebenfalls seinen ersten Punkt in der Fahrerweltmeisterschaft.
McLaren führte nach dem Rennen weiterhin die Fahrerwertung an und hatte vier Punkte Vorsprung auf den neuen Zweitplatzierten, Brabham. In der Konstrukteurswertung baute Cooper den Vorsprung auf Lotus auf 13 Punkte aus, Ferrari kam wieder bis auf zwei Punkte an Lotus heran. Sowohl für Brabham als auch für Cooper blieb es der einzige Sieg auf dieser Rennstrecke. Durch die vielen schweren Unfälle kamen die Veranstalter der Automobilweltmeisterschaft zu der Ansicht, die Wagen seien zu schnell und zu gefährlich. Die Folge war eine Verkleinerung der Motoren auf 1,5 Liter Hubraum in der folgenden Saison. Der beiden tödlich verunglückten Fahrer Bristow und Stacey wurde mit einer Schweigeminute bei der Siegerehrung gedacht.

## Meldeliste
| Team                       | Nr. | Fahrer                         | Chassis            | Motor          | Reifen |
| -------------------------- | --- | ------------------------------ | ------------------ | -------------- | ------ |
| Cooper Car Company         | 02  | Jack Brabham                   | Cooper T53         | Climax 2.5 L4  | D      |
| Cooper Car Company         | 04  | Bruce McLaren                  | Cooper T53         | Climax 2.5 L4  | D      |
| Owen Racing Organisation   | 06  | Jo Bonnier                     | BRM P48            | BRM 2.5 L4     | D      |
| Owen Racing Organisation   | 08  | Dan Gurney                     | BRM P48            | BRM 2.5 L4     | D      |
| Owen Racing Organisation   | 10  | Graham Hill                    | BRM P48            | BRM 2.5 L4     | D      |
| Rob Walker Racing Team     | 12  | Stirling Moss                  | Lotus 18           | Climax 2.5 L4  | D      |
| Team Lotus                 | 14  | Innes Ireland                  | Lotus 18           | Climax 2.5 L4  | D      |
| Team Lotus                 | 16  | Alan Stacey                    | Lotus 18           | Climax 2.5 L4  | D      |
| Team Lotus                 | 18  | Jim Clark                      | Lotus 18           | Climax 2.5 L4  | D      |
| Taylor-Crawley Racing Team | 20  | Mike Taylor                    | Lotus 18           | Climax 2.5 L4  | D      |
| Scuderia Ferrari           | 22  | Willy Mairesse                 | Ferrari Dino 246F1 | Ferrari 2.4 V6 | D      |
| Scuderia Ferrari           | 24  | Phil Hill                      | Ferrari Dino 246F1 | Ferrari 2.4 V6 | D      |
| Scuderia Ferrari           | 26  | Wolfgang Graf Berghe von Trips | Ferrari Dino 246F1 | Ferrari 2.4 V6 | D      |
| Reventlow Automobiles Inc. | 28  | Lance Reventlow                | Scarab Type 1      | Scarab 2.4 L4  | D      |
| Reventlow Automobiles Inc. | 30  | Chuck Daigh                    | Scarab Type 1      | Scarab 2.4 L4  | D      |
| Equipe Nationale Belge     | 32  | Lucien Bianchi                 | Cooper T51         | Climax 2.5 L4  | D      |
| Yeoman Credit Racing Team  | 34  | Olivier Gendebien              | Cooper T51         | Climax 2.5 L4  | D      |
| Yeoman Credit Racing Team  | 36  | Chris Bristow                  | Cooper T51         | Climax 2.5 L4  | D      |
| Yeoman Credit Racing Team  | 38  | Tony Brooks                    | Cooper T51         | Climax 2.5 L4  | D      |

## Klassifikationen

### Startaufstellung
| Pos. | Fahrer                         | Konstrukteur  | Zeit   | Ø-Geschwindigkeit | Start |
| ---- | ------------------------------ | ------------- | ------ | ----------------- | ----- |
| 01   | Jack Brabham                   | Cooper-Climax | 3:50,0 | 221,01 km/h       | 01    |
| 02   | Tony Brooks                    | Cooper-Climax | 3:52,5 | 218,63 km/h       | 02    |
| 03   | Stirling Moss                  | Lotus-Climax  | 3:52,6 |                   | 03    |
| 04   | Phil Hill                      | Ferrari       | 3:53,3 | 217,88 km/h       | 04    |
| 05   | Olivier Gendebien              | Cooper-Climax | 3:53,5 | 217,70 km/h       | 05    |
| 06   | Graham Hill                    | B.R.M.        | 3:54,2 | 217,05 km/h       | 06    |
| 07   | Jo Bonnier                     | B.R.M.        | 3:54,8 | 216,49 km/h       | 07    |
| 08   | Innes Ireland                  | Lotus-Climax  | 3:55,4 | 215,94 km/h       | 08    |
| 09   | Chris Bristow                  | Cooper-Climax | 3:56,4 | 215,03 km/h       | 09    |
| 10   | Jim Clark                      | Lotus-Climax  | 3:57,5 | 214,03 km/h       | 10    |
| 11   | Wolfgang Graf Berghe von Trips | Ferrari       | 3:57,8 | 213,76 km/h       | 11    |
| 12   | Dan Gurney                     | B.R.M.        | 3:58,3 | 213,31 km/h       | 12    |
| 13   | Willy Mairesse                 | Ferrari       | 3:58,9 | 212,78 km/h       | 13    |
| 14   | Bruce McLaren                  | Cooper-Climax | 4:00,0 | 211,8 km/h        | 14    |
| 15   | Lucien Bianchi                 | Cooper-Climax | 4:00,6 | 211,27 km/h       | 15    |
| 16   | Lance Reventlow                | Scarab        | 4:09,7 | 203,57 km/h       | 16    |
| 17   | Alan Stacey                    | Lotus-Climax  | 4:17,6 | 197,33 km/h       | 17    |
| 18   | Chuck Daigh                    | Scarab        | 4:18,5 | 196,64 km/h       | 18    |

### Rennen
| Pos. | Fahrer                         | Konstrukteur  | Runden | Stopps | Zeit       | Start | Schnellste Runde |
| ---- | ------------------------------ | ------------- | ------ | ------ | ---------- | ----- | ---------------- |
| 01   | Jack Brabham                   | Cooper-Climax | 36     |        | 2:21:37,3  | 01    | 3:51,9           |
| 02   | Bruce McLaren                  | Cooper-Climax | 36     |        | + 1:03,3   | 14    |                  |
| 03   | Olivier Gendebien              | Cooper-Climax | 35     |        | + 1 Runde  | 05    |                  |
| 04   | Phil Hill                      | Ferrari       | 35     |        | + 1 Runde  | 04    | 3:51,9           |
| 05   | Jim Clark                      | Lotus-Climax  | 34     |        | + 2 Runden | 10    |                  |
| 06   | Lucien Bianchi                 | Cooper-Climax | 28     |        | + 8 Runden | 15    |                  |
| –    | Graham Hill                    | B.R.M.        | 35     |        | DNF        | 06    |                  |
| –    | Alan Stacey                    | Lotus-Climax  | 24     |        | DNF        | 17    |                  |
| –    | Willy Mairesse                 | Ferrari       | 23     |        | DNF        | 13    |                  |
| –    | Wolfgang Graf Berghe von Trips | Ferrari       | 22     |        | DNF        | 11    |                  |
| –    | Chris Bristow                  | Cooper-Climax | 19     |        | DNF        | 09    |                  |
| –    | Chuck Daigh                    | Scarab        | 16     |        | DNF        | 18    |                  |
| –    | Jo Bonnier                     | B.R.M.        | 14     |        | DNF        | 07    |                  |
| –    | Innes Ireland                  | Lotus-Climax  | 13     |        | DNF        | 08    | 3:51,9           |
| –    | Dan Gurney                     | B.R.M.        | 4      |        | DNF        | 12    |                  |
| –    | Tony Brooks                    | Cooper-Climax | 2      |        | DNF        | 02    |                  |
| –    | Lance Reventlow                | Scarab        | 1      |        | DNF        | 16    |                  |
| DNS  | Stirling Moss                  | Lotus-Climax  | –      | –      | –          | 03    | –                |
| DNS  | Mike Taylor                    | Lotus-Climax  | –      | –      | –          |       | –                |

## WM-Stände nach dem Rennen
Die ersten sechs des Rennens bekamen 8, 6, 4, 3, 2, 1 Punkte. Es zählten nur die sechs besten Ergebnisse aus zehn Rennen. In der Konstrukteurswertung zählten nur die Punkte des bestplatzierten Fahrers eines Teams.

### Fahrerwertung
| Pos. | Fahrer                         | Konstrukteur         | Punkte |
| ---- | ------------------------------ | -------------------- | ------ |
| 01   | Bruce McLaren                  | Cooper-Climax        | 20     |
| 02   | Jack Brabham                   | Cooper-Climax        | 16     |
| 03   | Stirling Moss                  | Cooper-Climax        | 11     |
| 04   | Jim Rathmann                   | Watson-Offenhauser   | 8      |
| 05   | Phil Hill                      | Ferrari              | 7      |
| 06   | Innes Ireland                  | Lotus-Climax         | 7      |
| 07   | Cliff Allison                  | Ferrari              | 6      |
| 08   | Rodger Ward                    | Watson-Offenhauser   | 6      |
| 09   | Graham Hill                    | B.R.M.               | 4      |
| 10   | Wolfgang Graf Berghe von Trips | Ferrari              | 4      |
| 11   | Paul Goldsmith                 | Epperly-Offenauser   | 4      |
| 12   | Olivier Gendebien              | Cooper-Climax        | 4      |
| 13   | Carlos Menditéguy              | Cooper-Maserati      | 3      |
| 14   | Tony Brooks                    | Cooper-Climax        | 3      |
| 15   | Don Branson                    | Phillips-Offenhauser | 3      |
| 16   | Jo Bonnier                     | B.R.M.               | 2      |
| 17   | Richie Ginther                 | Ferrari              | 2      |
| 18   | Johnny Thomson                 | Lesovsky-Offenhauser | 2      |
| 19   | Jim Clark                      | Lotus-Climax         | 2      |
| 20   | Eddie Johnson                  | Trevis-Offenhauser   | 1      |
| 21   | Lucien Bianchi                 | Cooper-Climax        | 1      |

| Pos. | Fahrer                    | Konstrukteur  | Punkte |
| ---- | ------------------------- | ------------- | ------ |
| 22   | Henry Taylor              | Cooper-Climax | 0      |
| 23   | Carel Godin de Beaufort   | Cooper-Climax | 0      |
| 24   | Maurice Trintignant       | Cooper-Climax | 0      |
| 25   | Alberto Rodríguez Larreta | Lotus-Climax  | 0      |
| 26   | José Froilán González     | Ferrari       | 0      |
| 27   | Roberto Bonomi            | Cooper-Climax | 0      |
| 28   | Masten Gregory            | Porsche       | 0      |
| 29   | Gino Munaron              | Maserati      | 0      |
| 30   | Nasif Estéfano            | Maserati      | 0      |
| –    | Willy Mairesse            | Ferrari       | 0      |
| –    | Chuck Daigh               | Scarab        | 0      |
| –    | Dan Gurney                | B.R.M.        | 0      |
| –    | Roy Salvadori             | Cooper-Climax | 0      |
| –    | Harry Schell †            | Cooper-Climax | 0      |
| –    | Alan Stacey †             | Lotus-Climax  | 0      |
| –    | Chris Bristow †           | Cooper-Climax | 0      |
| –    | John Surtees              | Lotus-Climax  | 0      |
| –    | Ettore Chimeri            | Maserati      | 0      |
| –    | Antonio Creus             | Maserati      | 0      |
| –    | Giorgio Scarlatti         | Maserati      | 0      |
| –    | Lance Reventlow           | Scarab        | 0      |

### Konstrukteurswertung
| Pos. | Konstrukteur  | Punkte |
| ---- | ------------- | ------ |
| 01   | Cooper-Climax | 30     |
| 02   | Lotus         | 17     |
| 03   | Ferrari       | 15     |
| 04   | B.R.M.        | 6      |

| Pos. | Konstrukteur    | Punkte |
| ---- | --------------- | ------ |
| 05   | Cooper-Maserati | 3      |
| –    | Porsche         | 0      |
| –    | Maserati        | 0      |
| –    | Scarab          | 0      |